# Xã Castle Grove, Quận Jones, Iowa
Xã Castle Grove (tiếng Anh: Castle Grove Township) là một xã thuộc quận Jones, tiểu bang Iowa, Hoa Kỳ. Năm 2010, dân số của xã này là 382 người.